# The U.S. of Archie
The U.S. of Archie é um programa de séries de desenho animado da CBS, que estreou em 7 de setembro de 1974 a setembro de 1976. Um spin-off das populares história em quadrinhos de quadrinhos da Archie Comics, contou com Archie, Jughead e os outros alunos regulares da Riverdale High. encenando cenas famosas ao longo da história americana. Essas reencenações foram denominadas por Archie durante o show como relatos históricos que caracterizavam os "ancestrais" da atual turma do Archie; surpreendentemente, esses ancestrais eram quase idênticos a Archie e eram aparentemente amigos próximos de pessoas famosas em várias épocas da história americana. Foi produzido pelos fundadores e produtores da Filmation, Lou Scheimer e Norm Prescott.

## Vozes
- Dallas McKennon - Archie Andrews, Hot Dog, Mr. Weatherbee, Chuck Clayton
- John Erwin - Reggie Mantle
- Jane Webb - Betty Cooper, Veronica Lodge, Miss Grundy
- Howard Morris - Jughead Jones, Big Moose Mason

## Episódios
| Nº | Título                     | Exibição original      |
| -- | -------------------------- | ---------------------- |
| 1  | "The Underground Railroad" | 7 de setembro de 1974  |
| 2  | "Gold"                     | 14 de setembro de 1974 |
| 3  | "The Day of the Ladies"    | 21 de setembro de 1974 |
| 4  | "The Star Spangled Banner" | 28 de setembro de 1974 |
| 5  | "The Wright Brothers"      | 5 de outubro de 1974   |
| 6  | "The Roughrider"           | 12 de outubro de 1974  |
| 7  | "The Golden Spike"         | 19 de outubro de 1974  |
| 8  | "Flame of Freedom"         | 26 de outubro de 1974  |
| 9  | "There She Blows"          | 2 de novembro de 1974  |
| 10 | "Stay Not These Men"       | 9 de novembro de 1974  |
| 11 | "The Giver"                | 16 de novembro de 1974 |
| 12 | "Mr. Watson, Come Here"    | 23 de novembro de 1974 |
| 13 | "The Crime of Ignorance"   | 30 de novembro de 1974 |
| 14 | "The Great Divide"         | 7 de dezembro de 1974  |
| 15 | "Fulton's Folly"           | 14 de dezembro de 1974 |
| 16 | "Wizard of Menlo Park"     | 21 de dezembro de 1974 |